# 塞夫納 (佛羅里達州)
塞夫納（英語：Seffner）是位於美國佛羅里達州希爾斯波羅縣的一個人口普查指定地區。

## 地理
塞夫納的座標為27°59′32″N 82°16′36″W / 27.99222°N 82.27667°W，而該地最高點為海拔高度21米（即69英尺）。

## 人口
根據2010年美國人口普查的數據，塞夫納的面積為9.80平方千米，當中陸地面積為9.30平方千米，而水域面積為0.50平方千米。當地共有人口7579人，而人口密度為每平方千米773人。